# 飯田汲事
飯田 汲事（いいだ くめじ / くみじ、1909年2月21日 - 2000年7月17日）は、日本の地震学者・地球科学者。学位は、理学博士（東京大学・論文博士・1944年）。名古屋大学名誉教授。1980年勲三等旭日中綬章。

## 業績
1939年（昭和14年）6月に石本巳四雄と共同で、「ある観測点で記録された地震動の最大振幅と出現頻度との関係についての式」（石本・飯田の式）を発表した。
津波研究の世界的権威として知られる。今村明恒とともに設定した津波等級は現在でも広く使われている。また、過去に起こった地震の調査を多数行った。とくに濃尾地震の研究は有名。
そのほか、公害、都市計画、物理探査、温泉など、幅広い分野で活躍した。

## 主な経歴
- 旧制飯山中学（現長野県飯山北高等学校）、松本高等学校理科甲類を卒業。
- 1934年 東京帝国大学理学部地震学科を卒業。同大学地震研究所嘱託。
- 1937年 同助手。
- 1940年 商工省地質調査所に転任。
- 1943年 陸軍省技師。
- 1944年 理学博士（東京大学）（学位論文「地殻物質の弾性的性質に関する研究」）。
- 1946年 終戦により地質調査所に復職。
- 1954年 名古屋大学理学部教授に就任。
- 1966年 同大学犬山地殻変動観測所初代所長。
- 1972年 同大学を定年退職。名誉教授。
- 1973年 愛知工業大学教授に就任。
- 1980年 勲三等旭日中綬章を受章。
- 2000年 死去。叙正四位。

また、1960年より日本地震学会委員長。1971年からは日本測地学会委員長を務める。1978年には日本地震学会の名誉会員となった。
国際的にも活躍し、1971年には国際測地学・地球物理学連合国際地震地球内部物理学部門執行委員に就任。1979年には同連合の国際津波委員会委員長に就任した。

## 著書
- 天正大地震誌
- 明治24年（1891）濃尾地震の被害と規模
- 明応、宝永、安政東海地震と津波被害について
- 昭和20年1月13日 三河地震の震害と震度分布
- 地震 その科学と防災（1981）北隆館

## 主要論文
- 地震初動方向の分布と津浪初動方向分布との關係に就いての一考察 『地震 第1輯』 12巻 1号 1940年 p.6-14, doi:10.14834/zisin1929.12.6
- 地震動の大きさと其の卓越振動周期 『地震 第1輯』 13巻 3号 1941年 p.67-74, doi:10.14834/zisin1929.13.67

共著
- 岸上冬彦、昭和14年5月1日男鹿地震の津浪 『地震 第1輯』 11巻 8号 1939年 p.365-371, doi:10.14834/zisin1929.11.365
- 志知竜一, 松浦宏、犬山における地殻変動の連続観測 『測地学会誌』 14巻 1969年 4号 p.144-155, doi:10.11366/sokuchi1954.14.144
- 坂部和夫、三河地震における深溝断層の延長部について 『地震 第2輯』 25巻 1号 1972年 p.44-55, doi:10.4294/zisin1948.25.1_44
- 多田堯、微小および極微小地震のマグニチュードと卓越周期との関係について 『地震 第2輯』 25巻 4号 1972年 p.295-301, doi:10.4294/zisin1948.25.4_295
- 正木和明, 楓重彦, 飯田汲事、1978年伊豆大島近海地震の被害と震度について 『愛知工業大学研究報告』 14号,1979年3月31日, hdl:11133/485
- 谷口仁士：常時微動の測定結果より求めた地盤内のひずみ分布 『愛知工業大学研究報告』 15号,1980年3月31日, hdl:11133/560
- 谷口仁士、人工造成地盤における地震時被害予測 『地震工学研究発表会講演概要』 17巻 1983年 p.359-362, doi:10.2208/proee1957.17.359
- 正木和明、坪井利弘：名古屋地盤メッシュ別S波増幅度分布 『地震 第2輯』 34巻 1号 1981年 p.135-144, doi:10.4294/zisin1948.34.1_135